# بونوس (تگزاس)
بونوس (به انگلیسی: Bonus) یک منطقهٔ مسکونی در ایالات متحده آمریکا است که در شهرستان وارتون، تگزاس واقع شده‌است. بونوس ۴۵٫۱۱ متر بالاتر از سطح دریا واقع شده‌است.